# NGC 2408
NGC 2408 ist ein sich auflösender offener Sternhaufen oder ein Asterismus im Sternbild Giraffe. Das Objekt wurde im Januar 1830 von John Herschel beobachtet und beschrieben und fand dadurch später Eingang in Dreyers NGC.